# 레냐노 전투 (오페라)
레냐노 전투(La battaglia di Legnano)는 주세페 베르디가 작곡하고 살바도레 캄마라노가 이탈리아어로 리브레토를 쓴 4막의 오페라이다. 이 오페라는 조제프 메리의 희곡 툴루즈 전투를 기반으로 하며, 그는 나중에 돈 카를로 (오페라)의 공동 리브레티스트가 되었다.
작곡가가 파리에 살던 중 "포위된 공화국" 로마의 아르헨티나 극장의 의뢰를 받아 쓰였으며, 작곡가는 1848년 말 로마로 가서 1849년 1월 27일 초연을 준비했다. 음악학자 로저 파커는 초연을 "시끄러운 성공이었고, 마지막 막 전체가 앙코르되었다"고 묘사하며 관객들의 열광적인 반응을 전했다. 그는 4막이 공연 내내 매회 앙코르되었다고 덧붙였다. 그러나 우리는 이 오페라가 1850년 제노바 공연에서는 실패했다는 것을 다른 곳에서 알 수 있다.
나중에 레냐노 전투는 이탈리아 통일로 오페라가 원래 쓰여진 대로 공연될 수 있을 때까지 다양한 배경과 다른 제목으로 공연되었다. 베르디는 1850년대에 이 작품을 수정할 것을 고려했지만, 끝내 수정하지 않았다.

## 작곡 역사

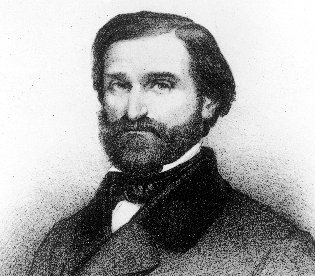
베르디, 1850년경

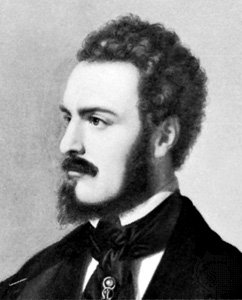
시인 주세페 주스티, (세부) 페르디난도 론도니 작

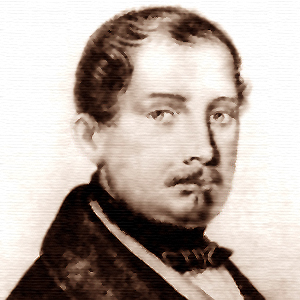
리브레티스트
살바도레 캄마라노

베르디의 14번째 오페라는 1848년 파리에 살면서 작곡되었는데(밀라노에서 3월의 "다섯 날" – 오스트리아군을 도시에서 몰아낸 닷새간의 시가전 – 소식을 들은 후 즉시 밀라노로 떠났지만), 이는 특별히 "목적이 있는 오페라"(오페라 역사가 찰스 오스본이 묘사한 대로)로 작곡된 것으로 보인다. 오스본은 다음과 같이 덧붙인다: "베르디의 초기 오페라 일부는 자주 리소르지멘토 전사들에 의해 채택되었지만 [...] 이번에는 작곡가가 운동에 자신만의 오페라를 선사했다."
여전히 이 마스나디에리를 작곡 중이었고 출판사 프란체스코 루카에게 오페라를 완성해야 할 의무가 있었음에도 불구하고, 베르디는 맥베스 (베르디)를 작곡할 때 애국적인 주제에서 벗어났다고 시인 주세페 주스티에게 질책을 받았다; 시인은 그에게 "이탈리아 국민의 [슬픔]을 키우고, 강화하며, 목표로 이끌기 위해 할 수 있는 일을 하라"고 간청했다. 베르디는 격려하는 답장을 보냈다. 다른 의무를 제쳐두고 그는 진정으로 애국적인 주제가 아닌 어떤 것에도 전념하기를 주저했지만, 살바도레 캄마라노(1845년 알치라 (오페라)의 리브레토를 제공한 사람)가 조제프 메리의 1828년 희곡 툴루즈 전투를 각색하는 아이디어를 내놓을 때까지 리브레티스트들이 그것을 제공할 능력이 없다는 것에 절망했다. 툴루즈 전투는 당시 이탈리아에서 잘 알려져 있고 인기가 많았던 희곡이었다. 리브레티스트는 "그런 이야기는 가슴에 이탈리아인의 영혼을 가진 모든 사람을 흔들어야 한다"고 묘사했다.
"이탈리아의 희망의 봄에 구상되었지만"(버든이 이 작품에 대한 초기 열정을 묘사한 대로), 캄마라노가 최종 리브레토를 완성했을 때는 1849년 초였고, 오스트리아군이 롬바르디아에서 영구적으로 격퇴되지 않았다는 것도 분명했다. 초연은 1849년 1월 말로 정해졌고, 마지막 순간에 몇 가지 조정이 이루어졌으며, 베르디는 1848년이 끝나기 전에 로마로 떠났다. 이탈리아 민족주의가 고조되던 시점에 교황 비오 9세 치하의 로마는 혼란에 빠져 있었고 교황은 죄수로 잡혀 있었지만(스위스 근위대 없이), 그는 남쪽으로 탈출하여 복귀를 협상하기를 희망했다. 레냐노 전투의 매진된 초연이 있은 지 며칠 만에 로마는 공화국이 되었고, 이는 (다른 것들 중에서도) 오페라의 마지막 자유 합창인 "이탈리아는 영광의 옷을 입고 다시 일어선다, 정복되지 않고 여왕처럼 될 것이다!" / "Italia risorge vestita di Gloria, invitta e regina qual'era sarà!"에 의해 주민들 사이에 불붙은 열정에 의해 가속화되었다.

## 공연 역사
19세기

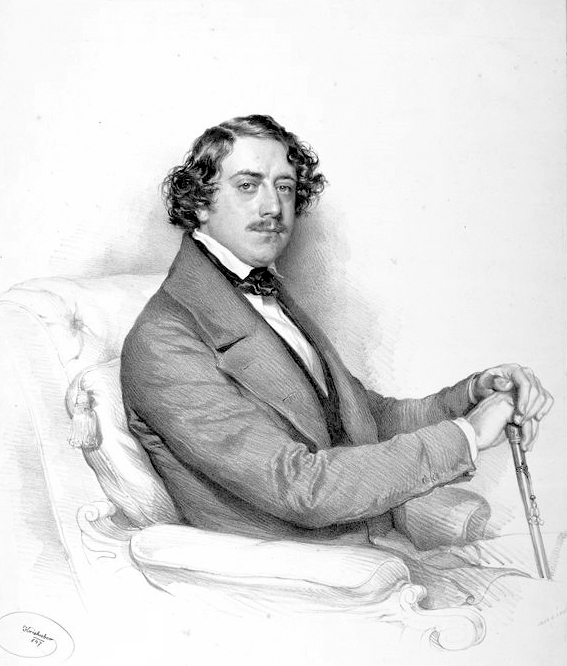
바리톤 필리포 콜리니, 첫 번째 롤란도 역

초연의 초기 반응은 모든 면에서 열광적이었다(위에서 언급했듯이). 찰스 오스본은 초연의 세부 사항을 덧붙이며 극장이 "만석"이었고, 오프닝 합창의 가사("이탈리아 만세! 신성한 맹세가 / 모든 아들을 결속시킨다" / "Long live Italy!. A sacred pact binds all her sons")가 들리자 "베르디의 음악이 온 극장을 열광적인 흥분으로 들끓게 했다"며 "비바 베르디!"와 "비바 이탈리아"라는 외침이 관객석에서 터져 나왔다고 설명한다.
그러나 작가 존 블랙은 캄마라노에 대한 연구에서 "시대정신에 호소했음에도 불구하고 – 아니면 어쩌면 질서가 재확립되면서 그 때문에 – 초연 이후 10년 동안 널리 재공연되지 않았다"고 언급한다. 이는 이탈리아 전역에서 초기 공연을 마친 후 오페라가 오스트리아 검열관들에게 불쾌하게 받아들여졌기 때문인데, 이는 음악학자 로저 파커가 "아마도 특정 역사적 시기와의 너무 강한 연관성"이라고 묘사한 것 또는 버든이 표현했듯이 [그것은] "작곡가에게 다소 굴욕적인 즉흥곡의 오명" 때문이었다.
"초연 전에도 리코르디는 캄마라노와 대체 버전에 대해 연락을 취하고 있었는데, 이 버전에서는 배경이 플랑드르-스페인 전쟁으로 옮겨지고, 제목은 L'assedio di Arlem [아를렘 공성전]이며... 페데리코 바르바로사는 알바 공작 등으로 대체되었다." 그러나 리브레티스트는 개입하기를 원치 않았고 1849년 2월 3일 리브레토에 대한 자신의 권리를 포기했지만, 이 오페라는 12년 후 밀라노에서 L'assedio di Haarlem (1572년부터 1575년까지의 역사적인 하를렘 공성전을 기반으로 함)이라는 제목으로 재구성되어 재공연되었다.
파르마에서는 1859년 이탈리아 승리 이후 제목이 라 디스파타 델리 아우스트리아치 (오스트리아인의 패배)로 변경되었다. 이 작품은 1850년에서 1859년 사이에 제노바, 코르푸, 토리노, 피아첸차에서 공연되었고, 1861년 밀라노와 나폴리에서 재공연되었다.
1880년대에는 파리의 샤토-도 극장에서 예정되었던 공연을 위해 프랑스어로 Pour la Patrie로 재구성되었지만, 이 공연은 성사되지 않았다. 그러나 에마누엘레 무치오가 베르디에게 보낸 편지에 따르면, 이 각색판은 나중에 프랑스 지방에서 성공적으로 공연되었다.
20세기 이후
이탈리아에서는 제2차 이탈리아 독립 전쟁 100주년을 기념하기 위해 1959년 피렌체와 베네치아, 1963년 트리에스테에서 이 오페라가 공연되었다(각각 레일라 젠서 주연). 스칼라 극장은 지난 세기 동안 이 작품을 두 번 상연했다: 1916년 한 번, 1961년 한 번. 1961년 공연 캐스팅은 녹음되었으며 프랑코 코렐리, 안토니에타 스텔라, 에토레 바스티아니니의 공연을 포함한다.
로마 오페라는 1983년 12월 레냐노 전투를 공연했으며, 이 공연은 녹음되었다. 1990년대에는 1999년 1월 피아첸차에서 리다 역에 피오렌차 체돌린스가 출연하여 무대에 올랐다. 또한 2001년 12월 넬로 산티 지휘로 카타니아의 마시모 벨리니 극장에서 공연되었다. 이 공연은 영상으로도 녹화되었다.

레냐노 전투는 1960년 10월 31일 웨일스 오페라단이 런던의 새들러스 웰스에서 영국 초연을 하기 전까지 영국에서 공연되지 않았다. 로열 오페라 하우스 극단은 (극장이 문을 닫았던 기간 동안) 2000년 7월 로열 페스티벌 홀에서 플라시도 도밍고 (아리고 역)와 앤서니 마이클스-무어 (롤란도 역)를 포함한 출연진으로 콘서트 공연을 가졌다. 베로니카 비야로엘은 리다 역을 맡았다.

이 오페라는 1976년 2월 28일에야 아마토 오페라에 의해 뉴욕에서 미국 초연이 이루어졌다. 뉴욕 오페라 오케스트라는 두 차례 콘서트 공연을 선보였는데, 첫 번째는 1987년 1월 마테오 마누게라, 아프릴레 밀로, 제로메 하인즈와 함께, 두 번째는 2001년 11월 19일에 열렸다. 피츠버그 오페라는 1985년 9월 20일 준 앤더슨과 함께 이 작품을 공연했다.
2011년 로마에서는 이탈리아 통일 150주년 기념 행사 일환으로 로마 오페라가 레냐노 전투를 공연했다.
베르디의 모든 오페라를 공연할 계획인 극단으로는 2007년 빌바오에서 이 작품을 공연한 ABAO와 2016년 "베르디 사이클"의 일환으로 이 작품을 공연한 사라소타 오페라가 있다.
베르디 탄생 200주년이 다가오면서 2012년 10월 파르마 레조 극장에서 (그들의 "베르디 축제" 시리즈의 일환으로) 공연되었고 데이비드 올덴이 연출했다. 파르마 공연은 트리에스테에서 반복되었다.
함부르크 국립 오페라 극장은 2013년 10월/11월에 다른 두 편의 초기 베르디 오페라와 함께 공연을 선보였으며, 모두 올덴이 연출했다.

## 등장인물

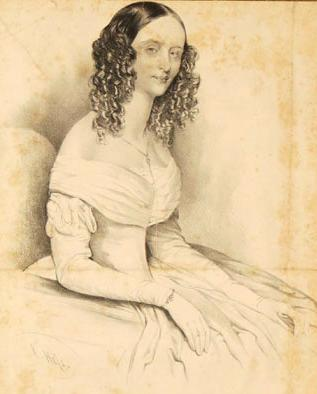
소프라노 테레사 데 줄리 보르시 (1845년경), 첫 번째 리다 역

| 역할 | 음역         | 초연 캐스트, 1849년 1월 27일 (지휘자: 에밀리오 안젤리니, 쳄발로: 베르디) |
| --- | ------------ | ------------------------------------------------------------------------ |
| 페데리코 바르바로사, 독일 황제 | 베이스       | 피에트로 소토비아                                                        |
| 밀라노의 제1 집정관 | 베이스       | 알레산드로 란조니                                                        |
| 밀라노의 제2 집정관 | 베이스       | 아킬레 테스티                                                            |
| 코모 시장 | 베이스       | 필리포 잔니니                                                            |
| 롤란도, 밀라노 지도자 | 바리톤       | 필리포 콜리니                                                            |
| 리다, 그의 아내 | 소프라노     | 테레사 데 줄리 보르시                                                    |
| 아리고, 베로나 전사 | 테너         | 가에타노 프라스키니                                                      |
| 마르코발도, 독일 포로 | 바리톤       | 로도비코 부티아                                                          |
| 이멜다, 리다의 하녀 | 메조소프라노 | 빈첸차 마르케시                                                          |
| 아리고의 시종 | 테너         | 마리아노 콘티                                                            |
| 전령 | 테너         | 가에타노 페리                                                            |
| 죽음의 기사단, 코모의 행정관과 지도자들, 밀라노 시민과 원로원 의원들, 베로나, 브레시아, 노바라, 피아첸차, 밀라노의 전사들, 그리고 독일군 |              |                                                                          |

## 줄거리
시간: 1176년
장소: 밀라노 및 코모

### 1막 – "그는 살아있다!"
1장: 밀라노, 도시 성벽에서 멀지 않은 곳
도시 성벽 밖에서 사람들이 롬바르디아 동맹을 지지하기 위해 모여들었다. 그들의 군대는 점령군인 독일 황제 페데리코 바르바로사에 맞서 전투를 벌이려고 한다. 그들 중에는 모두 죽었다고 생각했던 젊은 병사 아리고가 있다. 그러나 그는 이제 군대에 다시 합류했으며, 자신이 죽은 것으로 알려진 후 어머니가 어떻게 자신의 상처를 돌보셨는지(La pia materna mano / "어머니의 친절한 손길") 이야기한다. 회복된 후 다시 떠나기 전에 그는 자신의 연인 리다를 보고 싶어한다. 아리고의 친구이자 밀라노 군대의 지도자인 롤란도가 도착하여 아리고가 살아 있는 것을 보고 놀란다. 그는 기뻐하며 친구를 포옹한다(Ah m'abbraccia d'esultanza / "아! 내 품으로 오라..."). 모인 병사들과 밀라노의 집정관들은 모두 폭정에 맞서 도시를 지키겠다고 맹세한다.
2장: 도시 성벽 옆
롤란도의 아내 리다는 부모와 형제들을 잃었으며, 또 다른 전쟁의 전망에 낙심하고 있다. 그녀는 또한 옛 연인 아리고의 죽음을 애도한다. 그녀는 다가오는 전투의 일반적인 흥분에 동참할 수 없다. 롤란도로부터 어느 정도 자유를 얻은 독일인 포로 마르코발도는 리다에게 사랑을 고백하지만, 그녀는 격분하여 거부한다.
롤란도가 아리고를 데리고 집으로 돌아오자, 리다는 화가 난다(A frenarti o cor nel petto / "내 마음이여, 더 이상 나는..."). 아리고가 도착하자 그는 가장 친한 친구와 결혼한 리다를 보고 분명히 불쾌해한다. 그러나 바르바로사의 군대가 움직인다는 소식에 롤란도가 갑자기 원로원으로 불려가자 아리고와 리다는 단둘이 남게 된다. 그녀는 아리고가 전투에서 죽었다고 모두가 믿은 후 아버지가 자신에게 롤란도와 결혼하라고 권유했다고 설명하려 한다. 그러나 아리고는 듣지 않고 그녀를 믿지 않는다. 그는 그녀를 "불신한 자"라고 선언하고, 다가오는 전투에서 죽기만을 바라며 급히 떠난다.

### 2막 – "바르바로사!"
코모 시청
코모의 시정자들이 밀라노 동맹의 대사로서 롤란도와 아리고의 도착을 기다리기 위해 모였다. 코모는 침략자들과 타협할 수밖에 없었으며, 두 사람이 도착하자 그들은 북쪽에서 새로운 군대가 침략했으며 바르바로사가 파도바에서 문제를 겪고 있다고 알리고, 코모가 밀라노와 침략자들 사이에 놓여 있음을 지적하며 코모의 도움을 요청한다. 그들은 코모가 이탈리아의 대의를 돕기 위해 개입하기를 희망한다. 갑자기 바르바로사 자신이 나타나 "나는 이탈리아의 위대한 운명이다"라고 선언한다. 그의 군대는 코모를 포위했으며 이제 밀라노를 더 위협한다. 그는 아리고와 롤란도에게 밀라노로 돌아가 항복을 요구하라고 명령한다.

### 3막 – "악명!"
1장: 산트 암브로지오 대성당
대성당의 지하 묘지에서 아리고는 죽음의 기사단에 입회한다. 이들은 패배나 투옥보다는 죽음을 택하겠다고 맹세한 전사들이다. 모두가 이탈리아의 대의를 지지하고(Giuriam d'Italia por fine ai danni / "우리는 이탈리아의 잘못을 끝내겠다고 맹세한다") 외세 병력을 알프스 너머로 몰아내겠다고 맹세한다.
2장: 롤란도의 성
리다는 아리고가 죽음의 기사단에 합류했다는 소식을 듣고, 하녀 이멜다를 통해 편지를 전달하여 그와 연락을 취하려고 필사적으로 노력한다. 이멜다가 막 떠나려 할 때, 롤란도가 갑자기 들어와 리다와 그가 데려온 아들에게 작별 인사를 한다. 이멜다는 편지를 숨기고 재빨리 떠난다. 롤란도는 리다에게 아들에게 조국에 대한 사랑을 전하고 아들을 조국을 사랑하도록 키우라고 말한다(Digli ch'è sangue italico / "그에게 이탈리아인의 피를 지녔다고 말하라").
롤란도의 부름을 받고 아리고가 들어온다. 롤란도는 그의 친구가 죽음의 기사단에 합류했다는 것을 모른다. 아리고가 밀라노를 지키기 위해 남아 있으라는 명령을 받았다고 생각한 롤란도는 자신이 죽을 경우 아내와 아들을 돌봐달라고 간청한다(Se al nuovo dì pugnando / "내일 우리가 싸울 때"). 두 남자는 헤어지고, 롤란도는 슬픔에 잠기고 아리고는 당황한다.
롤란도가 막 떠나려 할 때, 마르코발도가 그를 붙잡고 그의 명예가 배신당했다고 말하며 자신이 가로챈 리다의 아리고에게 보낸 편지를 건넨다. 롤란도는 격분하여 아내와 친구에게 이중 복수를 하겠다고 선언한다(Mi scoppa il cor / "내 심장이 터질 것 같다").
3장: 탑의 방
편지에 대한 답장을 받지 못한 리다는 탑에 있는 아리고의 방으로 그를 찾아간다. 그곳에서 그는 어머니에게 작별 편지를 쓰고 있다. 그들은 서로에 대한 사랑을 고백하지만, 그는 그녀에게 어떤 편지도 받지 못했다고 말한다. 리다는 그에게 자살적인 임무를 포기하도록 설득하려 하고, 그는 그녀가 결혼했다는 사실에 절망하며 자신의 실망감을 털어놓는다. 마침내 리다는 남편과 아이를 위해 헤어져야 한다고 말한다. 그때 문에서 롤란도의 목소리가 들리고, 그가 들어오기 전에 리다는 발코니에 숨는다.
롤란도는 아리고를 마주하고, 그가 죽음의 기사단에 대한 맹세를 알았다고 말하며 그에게 떠나라고 권한다. 그런 다음 그는 발코니 문을 열고 리다를 발견한다. 롤란도는 격노하고 아리고는 리다에 대한 사랑을 고백하며 죽음을 청한다. 리다는 자신이 죄인이라고 선언한다. 여전히 격노한 롤란도는 밀라노 군대를 이끌고 전투에 나섰지만, 떠나면서 아리고와 리다를 탑에 가두며 아리고가 죽음보다 더 나쁜 운명, 즉 싸우기로 맹세했던 전투에 불참하여 명예를 잃는 치욕을 겪게 될 것이라고 선언한다. 나팔 소리가 전투의 시작을 알리자 아리고는 절망적으로 탑에서 해자로 뛰어내리며 "이탈리아 만세!"라고 외친다. 리다는 고통 속에 남는다.

### 4막 – "조국을 위해 죽으라!"
밀라노의 광장

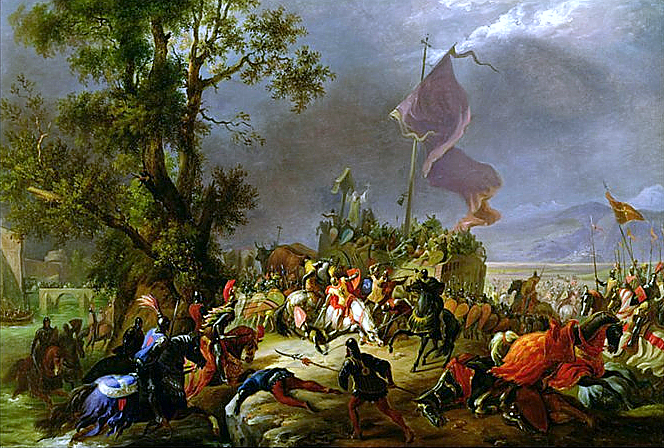
마시모 다젤리오의 레냐노 전투, 1831년

모여든 사람들은 승리를 위한 기도를 부른다. 이멜다는 아리고가 탑에서 뛰어내린 후에도 살아남았다고 리다에게 확신시켜주고, 리다는 아리고와 남편의 안전을 위해 기도한다(Ah se di Arrigo e Rolando / "아! 아리고와 롤란도의 생명을 주님께 맡깁니다."). 사람들이 승리의 찬송가를 부르기 시작할 때, 시 관계자들이 교회에 들어와 롬바르디아 동맹군이 바르바로사의 군대를 격퇴했으며, 바르바로사가 아리고에게 부상을 입었다고 선언한다. 그러나 승리 축하가 한창일 때, 죽음의 기사단 한 무리가 치명적인 상처를 입은 아리고를 데리고 들어온다. 롤란도는 아리고로부터 리다가 무죄이며 항상 명예롭게 행동했음을 확인받는다. 리다와 화해한 그는 아리고를 용서하고, 아리고는 마지막 숨을 거두며 "이탈리아는 구원받았다!"고 선언한다.

## 음악
전반적으로 줄리안 버든은 이 오페라를 음악적으로 "베르디가 지금까지 쓴 작품 중 가장 일관성 있게 완성된 작품"으로 보며, 여기에 "아틸라나 이 마스나디에리에서는 찾아볼 수 없는 세부 사항에 대한 주의를 기울여 디자인되고 채점된" 몇 가지 음악적 요소가 존재한다고 덧붙인다. 당시 영국에서 활동하던 작가인 버든은 이 오페라가 이탈리아보다 그 나라에서 "더 좋은 평가"를 받았다고 생각하며, 베르디 전기 작가 토이(p. 290, 1931)와 오스본(p. 198, 1969)의 지지적인 진술을 인용한다. 로저 파커는 이 오페라의 "내부 작업과 그 자체의 규모가 베르디의 이전 작품들을 훨씬 능가한다"는 점에 감명을 받았으며, 이 점에서 버든의 설명에 크게 동의한다.
발디니는 이탈리아 비평가들과 작가들이 이 오페라에 대해 영국 비평가들보다 훨씬 덜 열광적이었다고 언급하며(아마도 그가 이탈리아인이기 때문일 것이다), 그는 "젊은 베르디의 가장 잘 구성되고 가장 사려 깊은 페이지 중 단 세 가지만 있을 뿐이며, 이러한 구원의 은총은 드물다"고 지적한다. 그는 이들을 "서곡, 죽음의 기사단 합창[3막], 그리고 4막 전체"라고 명명한다. 그러나 그는 이전 오페라, 특히 두 사람의 포스카리에서도 나타났던 또 다른 중요한 점, 즉 오페라의 "공공"과 "사적" 측면 사이의 차이를 언급한다.

## 녹음
| 연도 | 출연진 (리다; 아리고; 롤란도; 페데리코)                                              | 지휘자, 오페라 하우스 및 오케스트라                                                                   | 레이블                          |
| ---- | ------------------------------------------------------------------------------------ | --- | ------------------------------- |
| 1951 | 카테리나 만치니, 아메데오 베르디니, 롤란도 파네라이, 알비노 가기                     | 페르난도 프레비탈리, 로마 RAI 심포니 오케스트라 및 합창단                                             | Audio CD: Warner Fonit          |
| 1963 | 레일라 젠서, 주앙 지빈, 우고 사바레세,                                               | 프란체스코 몰리나리-프라델리 , 주세페 베르디 트리페르 극장 합창단 및 오케스트라                       | Audio CD: Gala 2001 Remastered  |
| 1977 | 카티아 리치아렐리, 호세 카레라스, 마테오 마누게라, 니콜라 기우셀레프                 | 람베르토 가르델리, ORF 심포니 오케스트라 및 합창단, 비엔나                                            | Audio CD: 필립스 Cat: 422-435-2 |
| 2001 | 엘리자베테 마토스, 세사르 에르난데스, 조르지오 체브리안, 만리코 시뇨리니             | 넬로 산티, 마시모 벨리니 극장 오케스트라 및 합창단 (카타니아 마시모 벨리니 극장 공연 영상 녹화, 12월) | DVD: Bongiovanni Cat: AB20001   |
| 2012 | 디미트라 테오도시오, 앤드루 리처즈, 레오나르도 로페즈 리나레스, 엔리코 주세페 이오리 | 보리스 브롯, 주세페 베르디 트리예스테 리리코 극장                                                     | DVD:C Major Cat:722704          |